# Processus lacrymal du cornet nasal inférieur
Le processus lacrymal du cornet nasal inférieur (ou apophyse lacrymale du cornet inférieur ou apophyse nasale du cornet inférieur ou apophyse unguéale du cornet inférieur) est une lamelle osseuse quadrilatère naissant du bord supérieur du cornet nasal inférieur, en avant du processus maxillaire du cornet nasal inférieur.
Il s'articule en haut avec le bord inférieur de l'os lacrymal. Ses bords antérieur et postérieur contribuent à former le canal lacrymo-nasal avec les deux lèvres du sillon lacrymal de l'os maxillaire.